# 硫代硫酸钾
硫代硫酸钾是一种无机化合物，化学式为K2S2O3。可以用于制备其它硫代硫酸根配合物，或用作提供钾和硫的肥料。它可以由碳酸钾和硫反应得到：
3 K2CO3 + 8 S → K2S2O3 + 2 K2S3 + 3 CO2
无水硫代硫酸钾是单斜晶系的晶体，空间群P21/c。它也能形成1/3水合物。